# Berghof (Wien)
Auf dem Gebiet des römischen Vindobona entstand eine Restsiedlung, in deren Zentrum ein Gebäude stand, das spätestens ab dem 13. Jahrhundert als Berghof oder Alter Berghof bekannt war. Er galt bis ins 21. Jahrhundert als Keimzelle des späteren Wien.
Der Berghof befand sich auf dem Gebiet des Häuserblocks Hoher Markt – Marc-Aurel-Straße – Sterngasse – Judengasse, in unmittelbarer Nähe der Ruprechtskirche.
Der Name bedeutet möglicherweise, dass er ein Wirtschaftshof für Weinbau (aus den Weinbergen) war.
Um das Jahr 1280 wird im Fürstenbuch von Jans dem Enikel der Komplex mit dem Namen „Berghof“ erwähnt. Das Fürstenbuch bezieht sich auf das 11. Jahrhundert. Laut Fürstenbuch soll der Ort damals noch heidnisch gewesen sein.
Zwischen Berghof und Ruprechtskirche befand sich der Kienmarkt, der erste mittelalterliche Markt Wiens. Im frühen Mittelalter wurde auch in der Kirche Handel getrieben, manchmal sogar auf dem Friedhof.
Archäologisch notdürftig erschlossen wurde das Gebiet beim Abriss der Häuser Sterngasse 5 und 7 ab 1962, wo Überreste eines Bades aus römischer Zeit gesichert wurden (mehrere Quadersteine dieses Bades werden in der Sterngasse ausgestellt). Dabei wurden wohl Besiedlungsspuren aus dem Frühmittelalter gefunden, jedoch keine Bebauung, die älter als das 13. Jahrhundert ist. Ob eine kontinuierliche Siedlung (und nicht bloß einzelne Wohnstätten) von der Römerzeit bis in das Frühmittelalter angenommen werden dürfe, insbesondere, ob ein unbestritten vorhandener einzelner Fund darauf hingehende Schlüsse zuließe, war bereits in den 1960er-Jahren umstritten. Zunehmende Skepsis über die Rolle des Berghofes für die Entstehung Wiens war die Folge.

## Neue Forschungsergebnisse ab 2016
Die Feststellungen, die für die Rolle des Berghofes in der Wiener Geschichte maßgebend waren, werden in späteren Studien, die ab ca. 2013 begannen, in Zweifel gezogen. Die ursprünglichen Ausführungen beruhten zu einem wesentlichen Teil auf Befunden, die in den Jahren von 1962 bis 1972 unter der Leitung von Herta Ladenbauer-Orel in Zusammenarbeit mit Adalbert Klaar, Karl Oettinger und Alois Kieslinger auf drei Grabungsplätzen in der Sterngasse, in der Judengasse und am Ruprechtsplatz entstanden. Teilweise handelt es sich dabei nicht um archäologische Ausgrabungen, sondern um Baustellenbeobachtungen parallel zu laufenden Bau- und Abrissarbeiten. Bei diesen Arbeiten wurden stratigraphische Schichten weitgehend zerstört, nur Teile von ihnen konnten in Randlagen dokumentiert werden. Nach dem Tod von Ladenbauer-Orel 2009 war es möglich, ihre Grabungsdokumentation aus dem Nachlass neu aufzuarbeiten. Es hatte sich gezeigt, dass die bis dahin allgemein akzeptierte „Berghof-These“ nicht mit neuen Forschungsergebnissen übereinstimmen konnte. Die Beobachtungen Ladenbauer-Orels hatten überdies in jenem Gebiet stattgefunden, das von den damaligen Autoritäten „zum absoluten Siedlungs-Hotspot hochstilisiert“ worden war. Der Druck, der in diesem Zusammenhang auf Ladenbauer-Orel lastete, wird als „immens“ beschrieben und stellte ein unbefangenes Herangehen an die beobachteten Ergebnisse in Frage. Lediglich Kieslinger hielt gegen diese Auffassungen, wurde aber kaum beachtet; er hatte nachgewiesen, dass eine in der Sterngasse freigelegte Öffnung, die von Ladenbauer als Schießscharte interpretiert worden war, als spätmittelalterliches Schlitzfenster anzusehen wäre.
Bei der Neubewertung zeigte sich, dass die bisherige Darstellung zu wesentlichen Teilen auf den Schilderungen von Jans Enikel beruhte, die in ihren Kernaussagen zunächst durchaus plausibel erschienen. Im Hintergrund standen zunächst die Streitigkeiten um das Gebiet der Pfarre St. Stefan, auf welche die früheren Pfarr-Rechte der Kirche St. Peter übergegangen waren. Es könnte ein Naheverhältnis dieses Autors zum Schottenstift dazu geführt haben, dass die Kirchen von St. Ruprecht, St. Peter und Maria am Gestade, somit die Gegend um den „Berghof“, wichtiger bewertet wurden, um den Wunsch nach Pfarr-Rechten zugunsten des Schottenstifts Nachdruck bzw. Berechtigung zu verleihen (daher eine Herauslösung dieser Kirchen aus der bis dahin einzigen Pfarre St. Stefan zu begründen, das Vorhandensein eines Friedhofes als wichtiges Pfarrmerkmal von St. Ruprecht zu dokumentieren oder eine Aufwertung eines Kienmarktes bei St. Ruprecht zu erlangen etc.). Die neueren Forschungsergebnisse zeigten, dass die bisherigen Darstellungen zum frühmittelalterlichen Wien keiner weiteren archäologischen Überprüfung standhielten.

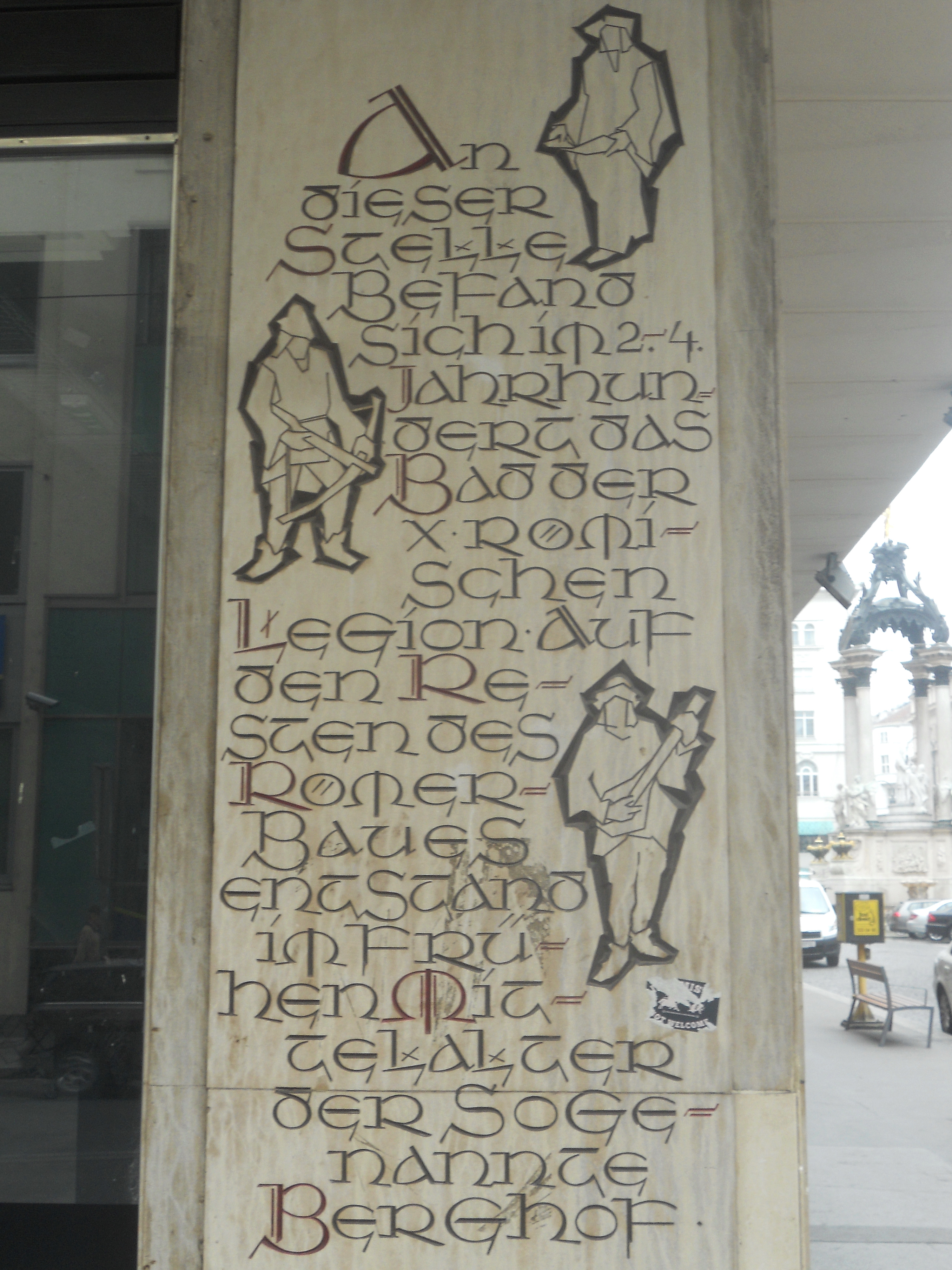
Inschriften auf dem
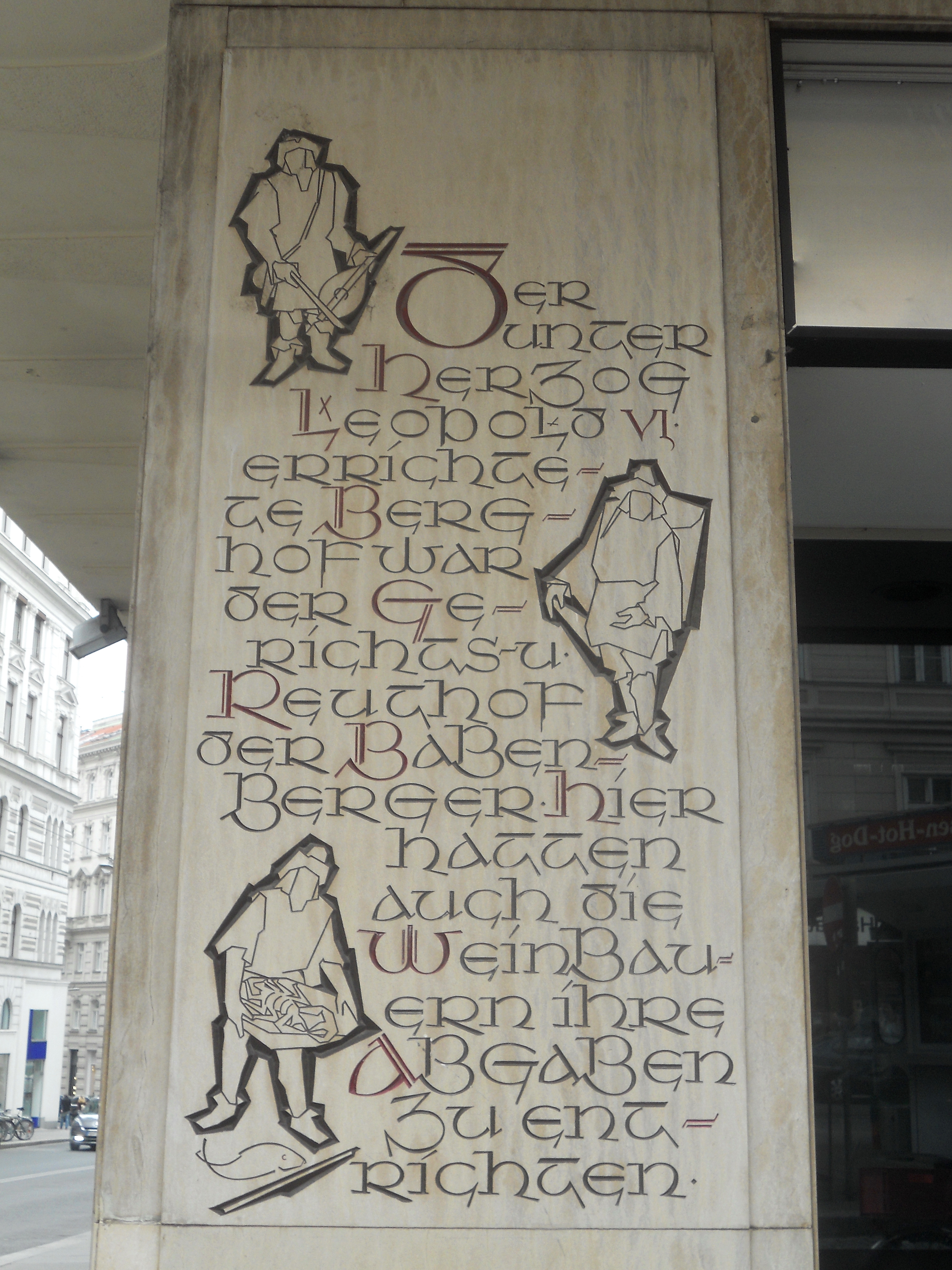
Haus Hoher Markt 8–9,
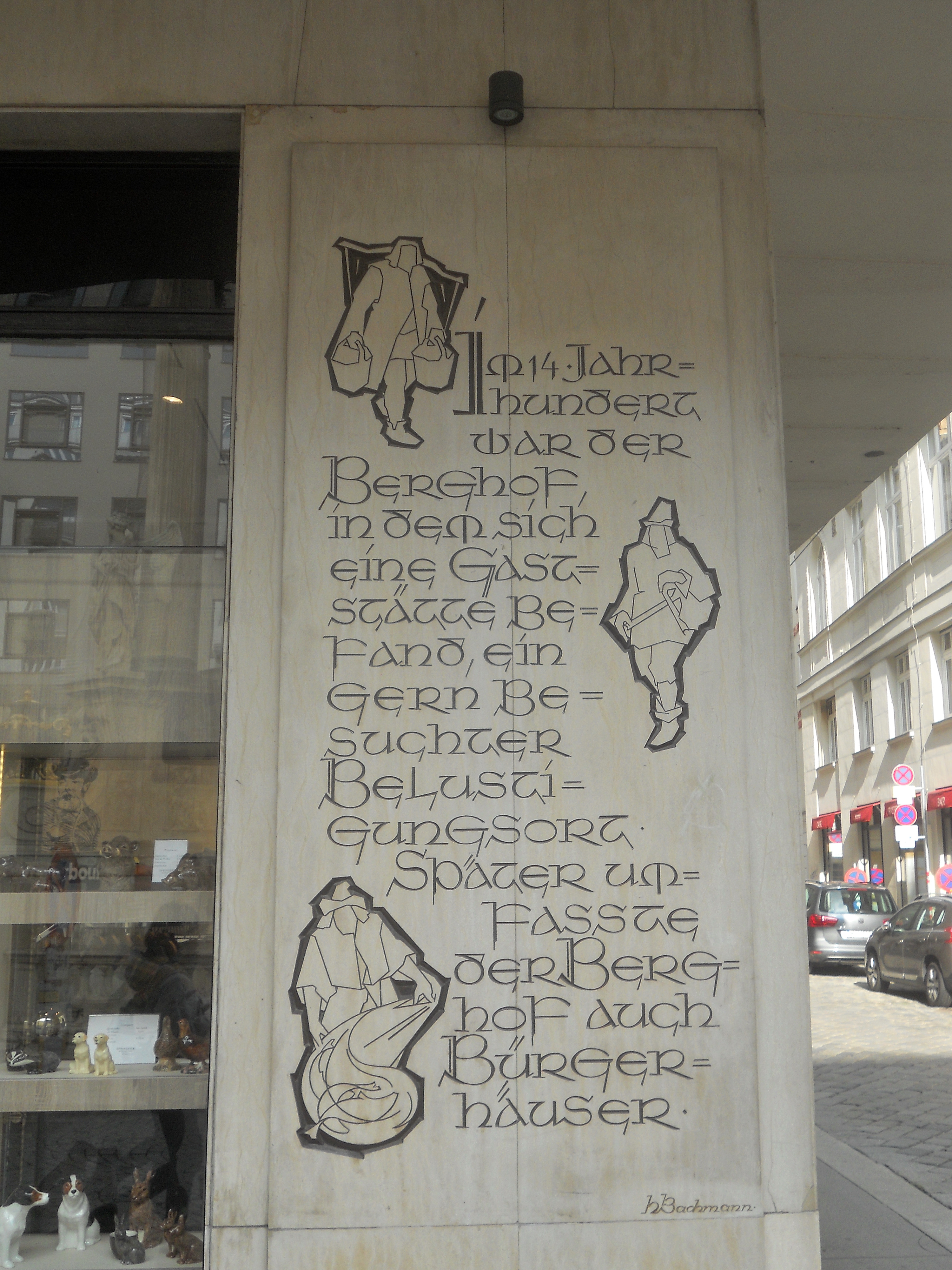
auf den Berghof
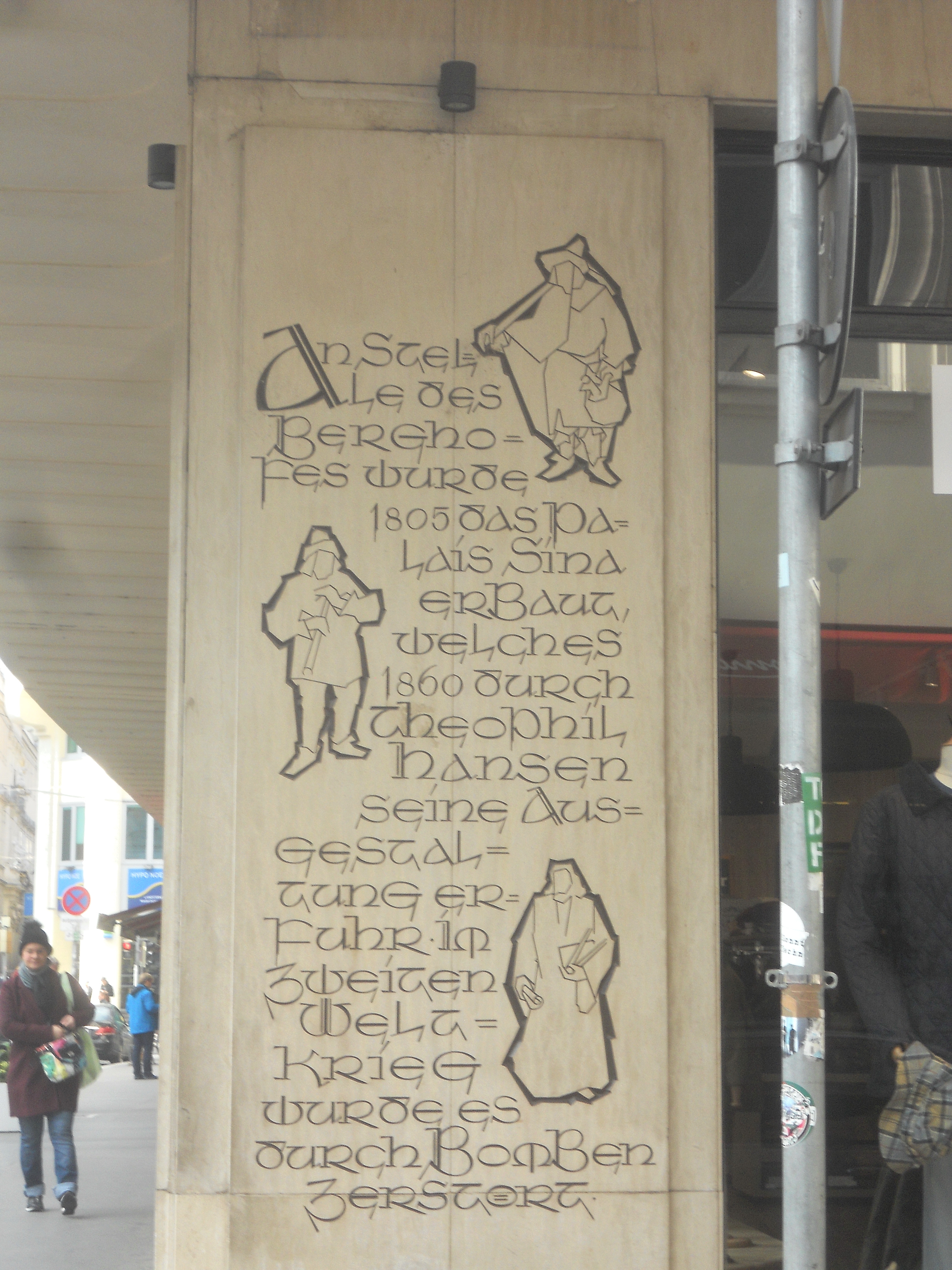
Bezug nehmend

### Bilder vom Berghof
- Plan: Der Kienmarkt in seinen verschiedenen Phasen (mit Berghof) auf hfi.uni-graz.at
- Die letzten zwei gotischen Häuser des Berghofs (Sterngasse 5), die ab 1962 abgerissen wurden. Richtung Marc Aurelstraße (1902) und aus der Marc Aurelstraße Richtung Judengasse (1907)  auf bildarchivaustria.at